# Сім східних місій

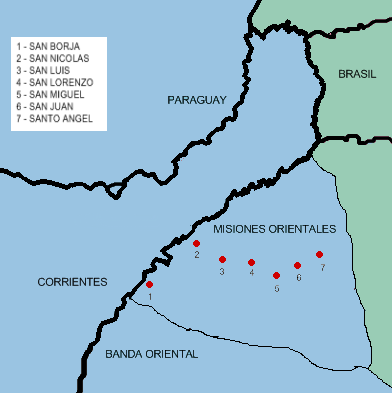
The Misiones Orientales

Східні місії (ісп. Misiones Orientales, ісп. вимова: [miˈsjones oɾjenˈtales]), або Сім міст-місій (ісп. Siete Pueblos de las Misiones, порт. Sete Povos das Missões, МФА: [ˈsɛtʃi ˈpɔvuz dɐz miˈsõjs]) — поселення, засновані священиками Ордену Товариство Ісуса в XVII столітті, історичне напівдержавне утворення в Південній Америці, на теренах сучасного штаті Ріу-Гранді-ду-Сул у південно-західній частині Бразилії.
Разом з сучасними провінціями Місьйонес в Аргентині та Місьйонес в Парагваї, Сім східних місій утворилися внаслідок Єзуїтської редукції в період між 1609 та 1756 роками. Існували як майже повністю незалежна територія, що була створена і управлялась Орденом єзуїтів Католицької церкви. Місії були відомі своєю відмовою від рабства та управлінні й порядку заснованому на Біблії.
Від часу заснування 1-ї редукції (поселення) у 1609 році і аж до кінця XVIII століття, держава єзуїтів являла собою подобу соціальної утопії, коли близько 200 єзуїтів управляли в тисячу разів більшою масою індіанців, встановивши особливий режим соціальної справедливості.
Король Іспанії був номінальним правителем цих земель, а в результаті укладання Мадридської угоди 1750 року Східні місії єзуїтів відійшли до Португалії. Сім єзуїтських місій повинні були бути демонтовані й переміщені на іспанський західний бік річки Уругвай. Індіанський народ гуарані, що мешкав на цій території відмовився переселятися, що призвело до війни гуарані, в якій перемогла Португалія та Іспанія, а єзуїти та більшість індіанців були знищені.
Територія повернувся до Іспанії в 1777 році відповідно до Першого Договору в Сан-Ільдефонсо, але остаточно відійшла до Португалії в результаті Бадахоської мирної угоди (1801 р.). Територія стала частиною Бразилії, коли ця країна отримала незалежність від Португалії в 1822 році.